# Arieticeras
Arieticeras – rodzaj głowonogów z podgromady amonitów.
Żył w okresie jury (pliensbach).